# Драшович, Радомир
Радомир Драшович (серб. Радомир Драшовић; род. 22 июля 1997, Белград) — сербский ватерполист, игрок клуба «Нови-Сад» и сборной Сербии. Чемпион Олимпийских игр 2024 года.

## Карьера
Радомир Драшович начал заниматься водным поло в возрасте 10 лет. В 2023 году он завершил обучение в высшем учебном заведении в Белграде, получив специальность спортивный менеджер. В 2024 году играл в ВК «Нови-Сад».
С 2016 года играет в сборной страны.
На чемпионате мира 2019 года сборная Сербии, в которой играл Радомир Драшович, заняла итоговое пятое место после поражения от испанцев со счетом 9-12 в четвертьфинале.
В 2022 году Радомир Драшович вместе со сборной занял итоговое пятое место на чемпионате мира в Будапеште после поражения со счетом 12-14 от Хорватии в четвертьфинале. На чемпионате мира 2023 года в Фукуоке сербы, в составе которых играл Драшович, выиграли у Италии в четвертьфинале, но уступили грекам в полуфинале и Испании в борьбе за бронзу. В феврале 2024 года на чемпионате мира в Дохе сербы проиграли хорватам со счетом 13-15 в четвертьфинале, в итоге заняв шестое место, Радомир Драшович был в той сборной.
На Олимпийских играх 2024 года в Париже сербы в финале встретились с Хорватией и победили 13-11. Радомир Драшович стал чемпионом Олимпийских игр.